# Option Paralysis
Option Paralysis è il quarto album in studio della band mathcore statunitense The Dillinger Escape Plan, pubblicato il 23 marzo 2010. Dopo la risoluzione del contratto con la Relapse Records, che la band accusava di non aver adeguatamente promosso il precedente album, i membri della band hanno creato la Party Smasher Inc., che lo ha distribuito in collaborazione con la francese Season of Mist. Si tratta del primo album con Billy Rimer alla batteria in seguito all'uscita di Gil Sharone causata dai numerosi tour e dalla volontà del batterista di dedicarsi maggiormente agli Stolen Babies, dove suona insieme a suo fratello.

## La nascita della Party Smashers Inc.
Nel 2009 la band annuncia lo scioglimento del contratto con la Relapse Records. Erano insoddisfatti dell'industria musicale e dei suoi media e decidono così di creare la propria etichetta discografica. Riguardo alla scomparsa della "cultura musicale indipendente", il chitarrista Ben Weinman ha dichiarato "un tempo c'erano etichette discografiche di cui potevi fidarti e che amavi, da cui compravi qualunque cosa e che ti facevano conoscere molta buona musica. Ascoltavi ogni canzone dall'inizio alla fine un milione di volte, sarebbe dovuto diventare logorato fino alla morte prima di concentrarti su un altro disco. Avresti letto tutto il booklet, tutti i testi, tutte le note e avresti scoperto qualcosa di nuovo".
Nasce così la Party Smasher Inc. che a detta della band non è una casa discografica nel senso tecnico nel termine ma un "ombrello creativo" per tutte le cose legate ai Dillinger Escape Plan. In un'intervista per Alternative Press, Weinman dichiara "Dovrei chiarire che non è esattamente il nostro tentativo di creare un'etichetta discografica. Non ne saremmo capaci ed è ovviamente e non sarebbe certamente una cosa buona di questi tempi. [ride] Abbiamo solo trovato un nome per racchiudere ogni scelta commerciale e artistica noi facciamo, sia che riguardi i Dillinger, side-projects o qualunque altra cosa".

## Artwork
L'artwork dell'album è stato creato dall'ex frontman della band Dimitri Minakakis, che ha contribuito anche per Miss Machine. In un'intervista Jeff Tuttle ha rivelato che la copertina dell'album è composta da fotografie che la band si è scattata. Molte delle altre immagini sono invece prese dal testo medico-chirurgico del 1858 Anatomia del Gray.

## Tracce
1. Farewell, Mona Lisa − 5:23
2. Good Neighbor − 2:30
3. Gold Teeth on a Bum − 5:22
4. Crystal Morning − 2:02
5. Endless Endings − 2:32
6. Widower − 6:23
7. Room Full of Eyes − 4:15
8. Chinese Whispers − 4:06
9. I Wouldn't If You Didn't − 4:14
10. Parasitic Twins − 4:41

## Formazione
- Greg Puciato - voce
- Benjamin Weinman - chitarra, pianoforte, voce su "Good Neighbor"
- Jeff Tuttle – voce su "Good Neighbor", "Gold Teeth On A Bum", "Crystal Morning" e "Parasitic Twins"[6]
- Liam Wilson - basso
- Billy Rymer - batteria

### Ospiti
- Mike Garson - pianoforte su "Widower" e "I Wouldn't If You Didn't"[7]